# Метт Блант
Метью Рой «Метт» Блант (англ. Matthew Roy «Matt» Blunt; нар. 20 листопада 1970, Спрингфілд, Міссурі) — американський політик, був губернатором штату Міссурі з 2005 по 2009 рік. Член Республіканської партії.
Він є сином сенатора США Роя Бланта. У 1993 закінчив Військово-морську академію США, здобув ступінь бакалавра з історії. Служив у ВМС США на борту USS Джек Вільямс і USS Пітерсон. Входив до Палати представників Міссурі з 1999 по 2001, Державний секретар штату з 2001 по 2005.
Одружений, має сина. Блант належить до Південної баптистської конвенції.